# Azuré tyrrhénien
Plebejus bellieri · Azuré de Bellier
Espèce
L’Azuré tyrrhénien ou Azuré de Bellier (Plebejus bellieri) est une espèce de lépidoptères (papillons) de la famille des Lycaenidae et de la sous-famille des Polyommatinae. 
Cette espèce est endémique de Corse et de Sardaigne.

## Noms vulgaires
- En français : l’Azuré tyrrhénien ou l’Azuré de Bellier[1].
- En anglais : Bellier's Blue[2].

## Description
L'imago mâle a le dessus bleu violet à large bordure noire, l'imago femelle a le dessus brun.
Le revers présente l'ornementation habituelle des Plebejus, avec une couleur de fond beige, un ensemble de points basaux et postdiscaux noirs cerclés de blancs, une série de lunules submarginales orange bordées intérieurement de chevrons noirs, et une série de points marginaux noirs, pupillés de bleus à l'aile postérieure. Dans l'ensemble, la ponctuation est plus marquée que sur les taxons proches (notamment Plebejus argus corsicus).

## Biologie

### Phénologie
L’Azuré tyrrhénien produit une génération par an ; l'imago est visible de fin juin à début août.

### Plantes-hôtes
Les plantes-hôtes connues incluent les genêts Genista aspalathoides et Genista corsica, ainsi qu'une hippocrépide endémique, Hippocrepis conradiae.

### Biotopes
L’Azuré tyrrhénien fréquente les landes et les clairières.

## Distribution
L’Azuré tyrrhénien est endémique de Corse et de Sardaigne. Sur l'île d'Elbe vole le taxon voisin Plebejus villai, dont le statut spécifique est incertain.

## Systématique
Le taxon actuellement appelé Plebejus bellieri a été décrit par l'entomologiste français Charles Oberthür en 1910 sous le nom initial de Lycaena argus bellieri. L'épithète spécifique bellieri fait référence à l'entomologiste français Eugène Bellier de La Chavignerie.
Longtemps considéré comme une sous-espèce de Plebejus idas (qui est une espèce répandue sur le continent), ce taxon a été élevé au rang d'espèce en 2003.